# Museu do Porto de Santos
O Museu do Porto de Santos, ou simplesmente Museu do Porto, é um museu que integra o Complexo Cultural do Porto de Santos e foi inaugurado em novembro do ano de 1989 com um acervo que conta a história do Porto de Santos por meio de objetos históricos de total relevância para a história do Porto e do Brasil.
A instalação em que está localizado o Museu do Porto foi projetada pelo Engenheiro Guilherme Benjamin Weinschenck em 1902. A edificação foi utilizada como resistência oficial dos dirigentes da Companhia Docas de Santos (CDS), até a década de 1950, quando virou um escritório administrativo da mesma companhia.
A história do museu de fato se iniciou, quando o Engenheiro Antônio Carlos da Mata Barreto preservou os documentos da extinta CDS, esses documentos poderiam ter sido incinerados senão fosse o engenheiro, que os guardou para uma futura reserva histórica.
O dia 1º de setembro de 1989 foi marcado pela abertura do museu ao público, oferecendo um grande conhecimento histórico sobre o maior porto da América Latina e do Hemisfério Sul.

## Acervo
O acervo do museu conta com cerca de 5 000 itens, dentre móveis, ferramentas, equipamentos diversos, documentos, livros, instrumentos náuticos, fotografias, relógios, moldes, locomotivas e embarcações, entre outros.